# Alte Fahrt (Müritz)

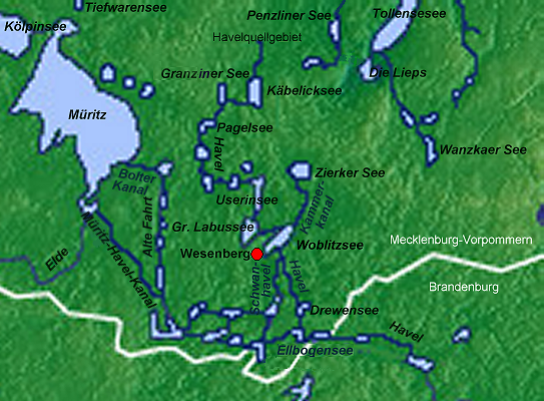
Verlauf der Alten Fahrt

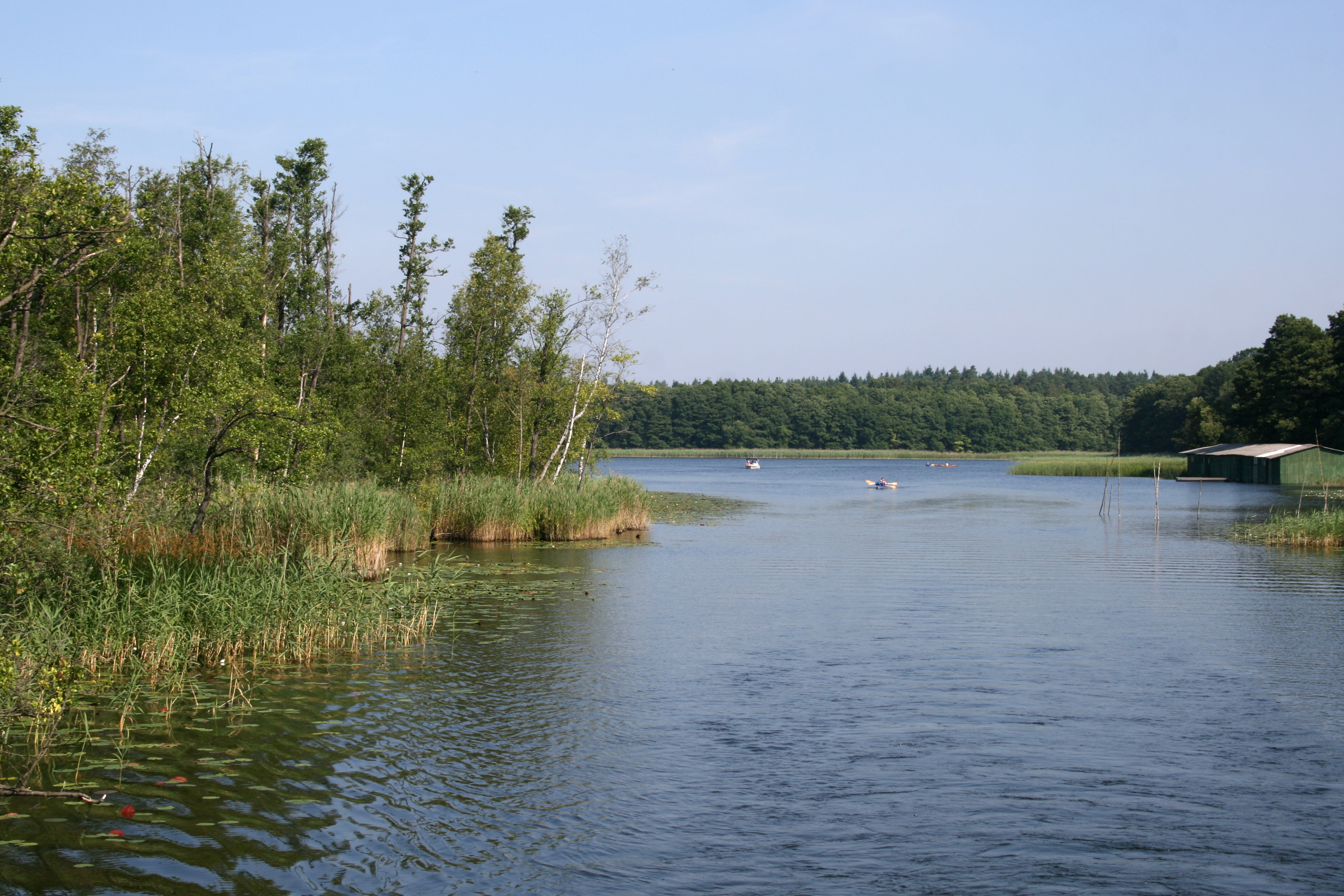
Alte Fahrt zwischen Mirower See und Granzower Möschen

Die Alte Fahrt war bis zum Bau des Mirower Kanals in den 1930er Jahren der nordwestliche Teil der schiffbaren Müritz-Havel-Wasserstraße (MHW). Sie ist heute nur noch mit kleinen tragbaren Booten befahrbar. 

## Verlauf
Die Alte Fahrt beginnt am Ostufer der Müritz mit dem Bolter Kanal, der im Bereich der Bolter Mühle eine inzwischen  verfallene Schleuse besaß. Daran schließen sich der Caarpsee, der Woterfitzsee, der Leppinsee, die Mössel, die Kotzower Seen, das Granzower Möschen und der Mirower See an.
Anlieger dürfen mit Motorbooten vom Mirower See bis zum Granzower Möschen fahren. Eine Ausnahmeregelung besteht auch für die Fahrgastschifffahrt.
Im Allgemeinen ist Alte Fahrt eine Bezeichnung für ein ehemals schiffbares Gewässer, das für die Schifffahrt nicht mehr freigegeben ist.